# Paju (Kreis Valga)
Koordinaten: 57° 49′ N, 26° 7′ O
Paju ist ein Dorf (estnisch küla) in der südestnischen Landgemeinde Valga (bis 2017 Tõlliste) im Kreis Valga. Es liegt etwa sieben Kilometer nördlich der estnisch-lettischen Grenzstadt Valga/Valka (Walk) am Fluss Pedeli (deutsch Peddel). Paju hat 83 Einwohner (Stand 1. Januar 2010).

## Gutshof Paju

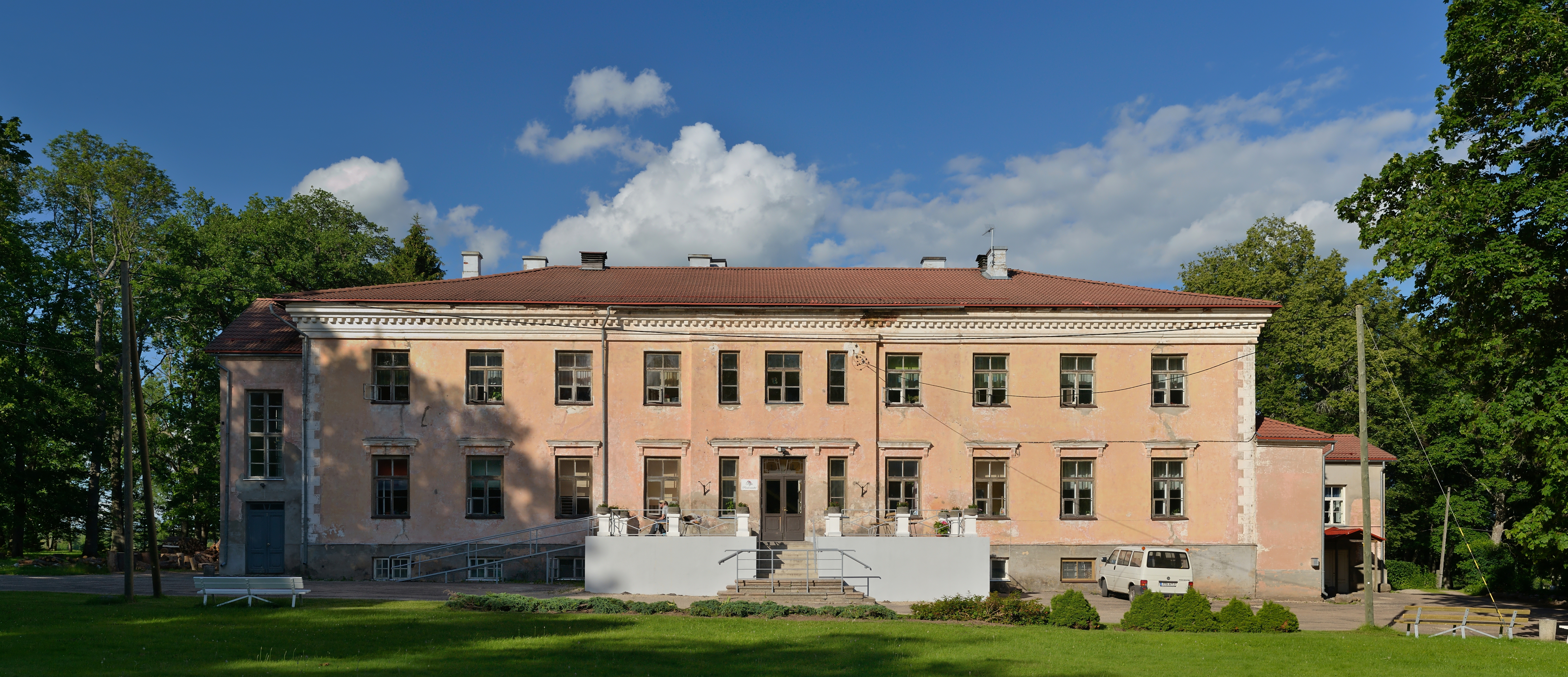
Gutshaus von Paju

Der Gutshof Paju (deutsch Luhde-Großhof) wurde 1748 als selbständiges Rittergut vom Gut Luhde (estnisch Luke, lettisch Lugaži) abgeteilt. Von 1837 bis 1856 stand das Gut Paju im Eigentum der deutschbaltischen Familie von Jürgensonn. Bis zur estnischen Landreform 1919 gehörte es dem Deutschbalten Christoph von Stryk.
Das zweigeschossige Herrenhaus wurde 1873 im Stil des Spätklassizismus fertiggestellt. Ein Nebengebäude wurde in den 1950er Jahren angefügt. Dahinter befindet sich ein Landschaftspark. Die Innenräume des Herrenhauses wurden nach dem Zweiten Weltkrieg zu einem Krankenhaus umgestaltet. Seit 1960 befindet sich darin ein Internat und Heim.

## Schlacht von Paju

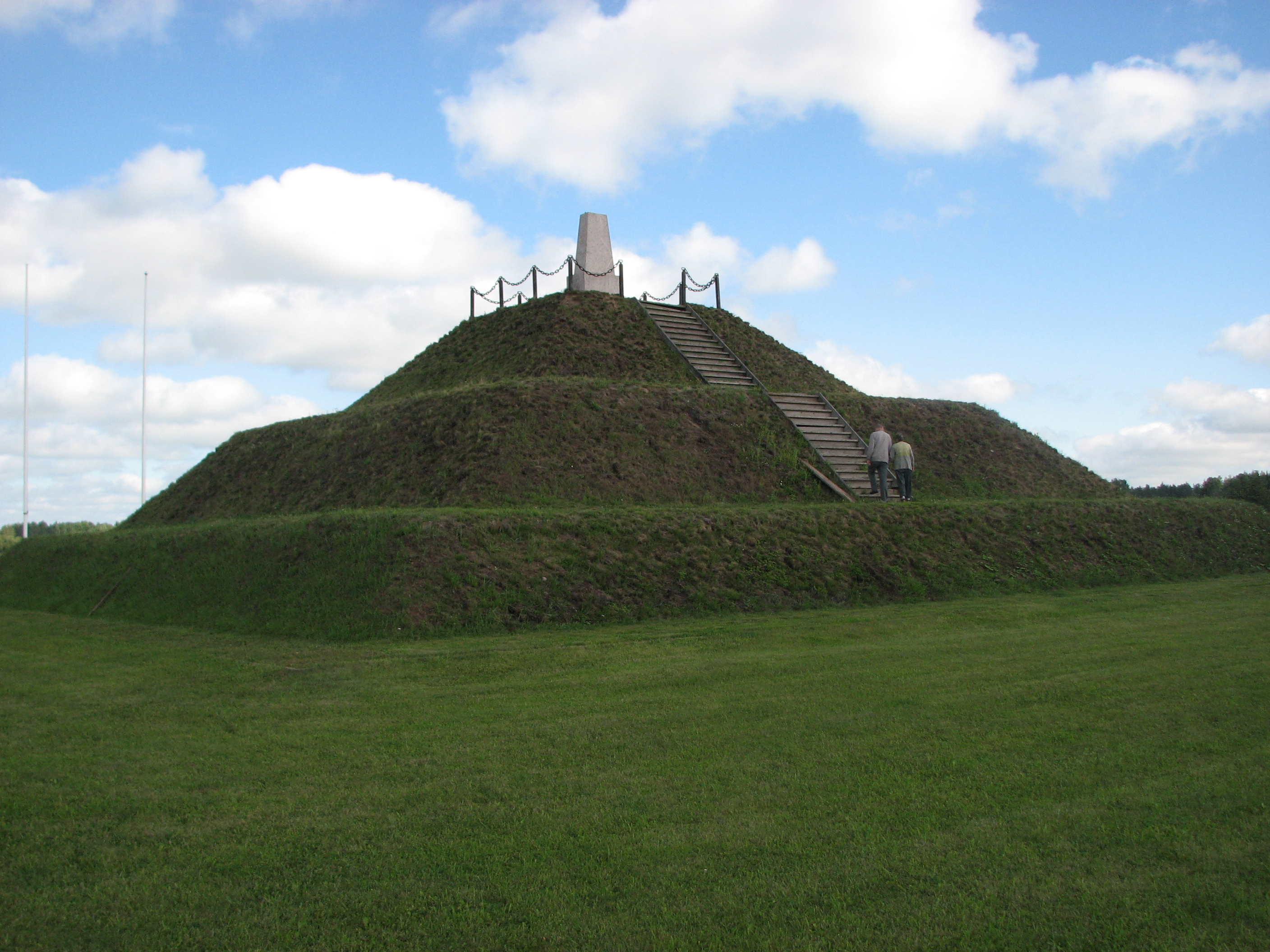
Denkmal für die Schlacht von Paju

Am 31. Januar 1919 fand bei dem Herrenhaus die Schlacht von Paju (estnisch Paju lahing) zwischen sowjetrussisch-lettischen Bolschewiki und estnisch-finnischen Verbänden statt. Die kommunistischen Streitkräfte nutzten das Gutshaus als eine der letzten Verteidigungspositionen. Die Schlacht war die blutigste Auseinandersetzung des Estnischen Freiheitskriegs (1918–1920). Der estnisch-finnische Sieg ermöglichte die Rückeroberung Südestlands durch die Republik Estland.
1994 wurde in Paju ein Denkmal zur Erinnerung an die Schlacht eingeweiht. Der Ort ist in Estland eine zentrale Gedenkstätte an den Freiheitskrieg gegen Sowjetrussland. Eine Informationstafel stellt die Geschichte der Schlacht dar. Im Park des Guts von Paju steht ein Erinnerungsstein für die finnischen Freiwilligen, die im Estnischen Freiheitskrieg gekämpft haben, die sogenannten Pohjan Pojat.